# 安沃
安沃（法語：Einvaux，法語發音：[ɛ̃vo]）是法国默尔特-摩泽尔省的一个市镇，位于该省东南部，属于吕内维尔区。

## 地理
安沃（48°29'23"N, 6°23'47"E）面积7.38 平方千米，位于法国大東部大區默尔特-摩泽尔省，该省份为法国东北部内陆省份，是洛林的一部分，北邻比利时、卢森堡，北起顺时针与摩泽尔省、下莱茵省、孚日省和默兹省接壤。
与安沃接壤的市镇（或旧市镇、城区）包括：布雷蒙库尔、克莱约尔、弗罗维尔、拉马特、朗代库尔、梅翁库尔。

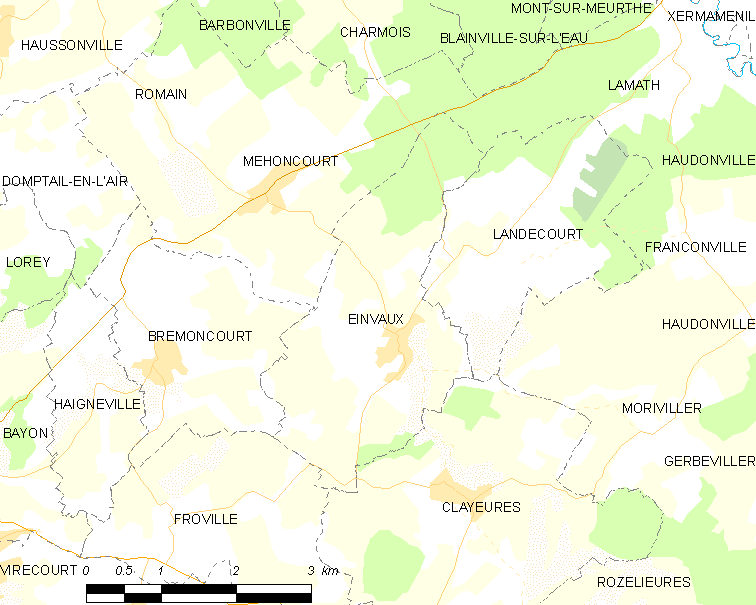
安沃的OSM定位图

安沃的时区为UTC+01:00、UTC+02:00（夏令时）。

## 行政
安沃的邮政编码为54360，INSEE市镇编码为54175。

## 政治
安沃所属的省级选区为吕内维尔第二县。

## 人口

1962-2008年间安沃人口变化图示

安沃于2022年1月1日时的人口数量为350人。